# Аллен, Гари
Фредерик Гари Аллен (англ. Frederick Gary Allen; 2 августа 1936, Глендейл, Калифорния — 29 ноября 1986, Лонг-Бич, Калифорния, США) — американский консервативный писатель и конспиролог. Аллен одним из первых выдвинул теорию о том, что международные банкиры контролируют внутренние решения в США и в мире. Его книга «Никто не посмеет назвать это сговором» стала международным бестселлером и была продана миллионными тиражами. Сам Аллен утверждал, что конспирологи вносят логику в те события и те действия, которые не имеют логики согласно официальным объяснениям.

## Биография
Гари Аллен обучался на историческом факультете в Стэнфордском университете в Пало-Альто, штат Калифорния, а также учился в Калифорнийском государственном университете в Лонг-Бич. Он был видным членом и спикером общества Джона Бёрча. С 1964 года он писал в такие журналы, как Conservative Digest и журнал American Opinion. Был спичрайтером независимого кандидата Джорджа Уоллеса, бывшего губернатора Алабамы, во время избирательной кампании 1968 года.
Также был советником консервативного техасского миллионера Нельсона Бункера Ханта.
Был отцом четверых детей.
Умер в возрасте 50 лет от печёночной недостаточности.

## Политические взгляды
Свою писательскую деятельность Аллен начал ещё в конце 60-х годов с публикаций, разоблачающих Ричарда Никсона и его окружение, однако подлинную известность ему принесла книга «Никто не смеет назвать это заговором» (1972), написанная совместно с Ларри Абрахамом и активно распространяющаюся накануне президентских выборов в США. В этой работе Аллен и его соавтор активно отстаивали мнение, что небольшая группа банкиров и монополистов установили контроль над страной посредством учреждения Федеральной резервной системы. Более того власти этих людей простирается далеко за пределы США, вплоть до Советского Союза, индустриализация которого была бы невозможна без американской помощи.
В своей работе Аллен и Абрахам активно цитировали трётомник Энтони Саттона «Западные технологии и развитие Советской экономики» и монументальный труд Кэролла Куигли «Трагедия и надежда», при этом автор последней работы оказался далеко не в восторге от такого цитирования, поскольку пресса очень скоро начала ассоциировать уважаемого университетского профессора с ультраправыми конспирологами.